# Гаевой, Тимофей Владимирович
Тимофей Владимирович Гаевой (21 декабря 1909 год, село Гута-Селицкая, Каневский уезд, Полтавская губерния — 5 января 1979 год, Полтава, Украинская ССР) — организатор промышленного производства, начальник Полтавского паровозоремонтного завода, Полтавская область, Украинская ССР. Герой Социалистического Труда (1959). Депутат Верховного Совета СССР 2 — 4 созывов.

## Биография
Родился 21 декабря 1909 года в крестьянской семье в селе Гута-Селицкая Полтавской губернии. Окончил профтехшколу в городе Таганча (1927). Работал на сахарном заводе в селе Селище. После окончания в 1932 году Киевского индустриального института работал в транспортном отделе на строительстве Челябинского тракторного завода. С 1934 года на различных административных должностях на Полтавскоv паровозоремонтном заводе и с 1939 года — директор этого же завода. После начала Великой Отечественной войны руководил эвакуацией завода в Красноярск. До конца 1941 года организовал на эвакуированном заводе производство миномётов и с 1942 года — санитарных и бронированных поездов.
После освобождения Полтавской области от немецких оккупантов занимался восстановлением паровозостроительного завода в Полтаве. Под его руководством завод вышел в 1945 году на довоенный уровень производства на уровне 73 % и в 1949 году — на 45 % от довоенного уровня. За высокие производственные показания завод был награждён Орденом Трудового Красного Знамени.
В 1959 году был удостоен звания Героя Социалистического Труда «за выдающиеся успехи в деле развития железнодорожного транспорта». Руководил заводом до выхода на пенсию в 1972 году.
Избирался депутатом Верховного Совета СССР 2 — 4 созывов. Печатал публицистические статьи в газетах «Правда», «Гудок» и «Рабочая газета».
После выхода на пенсию проживал в городе Полтаве, где скончался в 1979 году.
Его именем названа улица в Полтаве, на которой располагается современный паровозостроительный завод.

## Награды
- Герой Социалистического Труда — указом Президиума Верховного Совета СССР от 1 августа 1959 года
- Орден Ленина — дважды
- Орден Октябрьской Революции
- Орден Трудового Красного Знамени — дважды
- Орден «Знак Почёта»